# Chan Parker
Pour les articles homonymes, voir Parker.
Chan Woods, née Beverly Dolores Berg le 29 juin 1925 à New York et morte le 9 septembre 1999 à l'hôpital d'Étampes, est successivement l'épouse des saxophonistes de jazz Charlie Parker et Phil Woods.
Elle est également connue sous le nom de Chan Richardson, mais communément appelée Chan Parker.

## Biographie
Elle travaille d'abord dans un restaurant de New Hope[Où ?]. Elle danse dans des clubs et est une grande amatrice de jazz. Elle rencontre Bird et s'installe avec lui en 1950. Ils ont deux enfants ensemble, Pree et Baird (tous deux décédés). La fille de Chan, Kim, prendra le nom de Parker, elle chante depuis 1976.
Après le décès de Parker, Chan se mariera avec le saxophoniste Phil Woods. Ils auront deux enfants, Garth et Aimée (décédée). Ils vivent quelques années au Vésinet près de Paris. À cette époque[Quand ?], Phil Woods joue avec Daniel Humair, Henri Texier, George Gruntz puis Gordon Beck dans sa formation European Rythm Machine.
Après le départ de Phil Woods aux États-Unis et leur séparation, Chan s'installe à Champmotteux, près d'Étampes, en 1971. C'est là qu'elle écrit sa bio My Life in E-Flat qui paraitra en 1993. C'est également à Champmotteux qu'elle reçoit la visite de Clint Eastwood qui lui propose de participer à l'écriture du scénario de son film Bird.
Elle meurt à Étampes en septembre 1999.

## Œuvres
- Chan Parker, My Life in E-flat, University of South Carolina Press, 1993

### Préface
- Ross Russell (préf. Chan Parker), Bird, la vie de Charlie Parker, Le Livre de poche, 1980